# Stanley Thatcher Blake
Pour les articles homonymes, voir Blake.
Stanley Thatcher Blake (1910 - 24 février 1973) est un botaniste australien.

## Éléments biographiques
Il fut président de la Société royale du Queensland et travailla pour le Queensland Herbarium de 1945 à sa mort. Il s'intéressa notamment aux plantes mellifères et aux graminées.

## Œuvres
- The honey flora of South-Eastern Queensland (avec C. Roff), 	Queensland Department of Agriculture and Stock, 1958, 199 p., 175 pl.
- A Revision of Melaleuca leucadendron and its Allies (Myrtaceae), Contributions from the Queensland Herbarium, no 1, 1969, 114 p.
- A revision of Carpobrotus and Sarcozona in Australia, genera allied to Mesembryanthemum (Aizoaceae), Brisbane, 1969, Contributions from the Queensland Herbarium, no 7, 65 p., 11 plates.
- Studies in Cyperaceae, Brisbane, 1969, Contributions from the Queensland Herbarium, no 8, 48 p.
- A revision of Plectranthus (Labiatae) in Australia, Brisbane, 1971, Contributions from the Queensland Herbarium, no 9, 120 p.
- Idiospermum (Idiospermaceae), a new genus and family for Calycanthus australiensis, Brisbane, 1972, Contributions from the Queensland Herbarium, no 12, 37 p.
- Neurachne and its allies (Gramineae), Brisbane, 1972, Contributions from the Queensland Herbarium, no 13, 53 p.
- Plinthanthesis and Danthonia and a review of the Australian species of Leptochloa (Gramineae), Brisbane, 1972, Contributions from the Queensland Herbarium, no 14, 19 p.
- Revision of the genera Cymbopogon and Schizachyrium (Gramineae) in Australia, Brisbane, 1974, Contributions from the Queensland Herbarium, no 17, 70 p.